# Eduardo Labrador
Eduardo Emiro Labrador (San Francisco, 1970) es un político venezolano. Ha sido diputado del Consejo Legislativo del Estado Zulia, al igual que profesor de la Universidad del Zulia.
Fue detenido por fuerzas de seguridad el 18 de octubre de 2024 en un punto de control mientras iba en camino a Colombia para visitar a su hija en Cartagena. La presidenta del Consejo Legislativo de Zulia, Iraida Villasmil, y Rodrigo Cabezas, líder del partido Zulia Humana, exigieron conocer su paradero. Al momento de su arresto, se trasladaron a la estación policial de Coromoto para conseguir más información, pero sin recibir respuestas. El 6 de noviembre, el Grupo de Trabajo sobre Desapariciones Forzadas de las Naciones Unidas le pidió al gobierno venezolano conocer el paradero de Labrador.